# Pedro de Vera
Pedro de Vera va ser un comandant castellà que va participar en la Conquesta de Canàries. El febrer del 1480 va obtenir el nomenament de Capità General de Canàries i alcaide de Tenerife. Va expulsar Juan Rejón el 18 d'agost, va sotmetre els menceys de Tenerife i va matar el resistent Doramas a Arucas.
Va desembarcar en 1488 en l'illa de La Gomera per a sufocar la rebel·lió de Hautacuperche, guerrer que va encapçalar la "Rebel·lió dels gomers de 1488", així com per a venjar la mort de Hernán Peraza, ajusticiat a l'illa a causa dels seus excessos. Va sotmetre la rebel·lió i va esclavitzar als guerrers supervivents. Va romandre com a governador fins al 1491.